# Maureen Hume
Maureen Hume (* um 1945; † 21. Oktober 1971, geborene Maureen Ross) war eine schottische Badmintonspielerin. Sie war die Ehefrau von Ian Hume.

## Karriere
Maureen Hume gewann 1969 ihren ersten nationalen Titel in Schottland, wobei sie im Dameneinzel erfolgreich. 1970 und 1971 folgten weitere Titelgewinne im Einzel. 1972 war sie im Doppel mit Christine Evans erfolgreich. 1970 nahm sie an den British Commonwealth Games teil.

## Sportliche Erfolge
| Saison | Veranstaltung                     | Disziplin   | Platz | Name                           |
| ------ | --------------------------------- | ----------- | ----- | ------------------------------ |
| 1969   | Schottland: Einzelmeisterschaften | Dameneinzel | 1     | Maureen Hume                   |
| 1970   | Schottland: Einzelmeisterschaften | Dameneinzel | 1     | Maureen Hume                   |
| 1971   | Schottland: Einzelmeisterschaften | Dameneinzel | 1     | Maureen Hume                   |
| 1971   | Schottland: Einzelmeisterschaften | Damendoppel | 1     | Christine Evans / Maureen Hume |